# الكنيسة الكاثوليكية وألمانيا النازية في الحرب العالمية الثانية
وقعت دول كاثوليكية كثيرة تحت السلطة النازية في فترة الحرب العالمية الثانية (1939–1945)، وحارب كاثوليكيون على جبهتي النزاع. واجهت الكنيسة في ألمانيا قمعًا منذ انتزع السلطة أدولف هتلر، على رغم جهودها لحماية حقوقها في ألمانيا بمعاهدة رايخسكونكوردات 1933، وقد اتهم البابا بيوس الحادي عشر الحكومة النازية بنشر «كراهية عميقة للمسيح وكنيسته». وُصفت الاتفاقية المذكورة بأنها منحت شرعية أخلاقية للنظام النازية بعد أن استحوذ هتلر على قوى شبه دكتاتورية بقانون التمكين 1933، وهو قانون سهّل تمريره حزب الوسط الكاثوليكي. أصبح بيوس الثاني عشر البابا عشيّة الحرب وضغط على قادة العالم لمنع اندلاع نزاع. وذكر في منشوره الأول، سومي بونتيفيكاتوس، أن احتلال بولندا كان «ساعة ظلمة». أكّد البابا على حياد الفاتيكان، ولكنه أبقى على ارتباطاته بالمقاومة الألمانية. ومع أن البابا بيوس كان القائد العالمي الوحيد الذي شجب جرائم النازيين باليهود تحديدًا، في خطابه بمناسبة الكريسماس عام 1942، فإن الجدل لم يزل مستمرًّا لتردده في الكلام عنها كثيرًا وبعبارات أوضح. استعمل البابا الدبلوماسية لمساعدة ضحايا الحرب، وضغط من أجل السلام، وشارك معلومات استخباراتية مع الحلفاء، ووظّف راديو الفاتيكان ووسائل إعلام أخرى لتكلم عن فظائع النازيين كالقتل العرقي. وفي كتابه مستيسي كوربوريس كريستي (1943) شجب قتل المعوقين. تلا ذلك استنكار الأساقفة الألمان قتل «الأبرياء والعزل»، و«بني الأعراق والسلالات الأجنبية».
أشعل احتلال هتلر لبولندا الكاثوليكية الحرب. كانت السياسة النازية تجاه الكنيسة أشدّ ما تكون في المناطق التي ضُمّت إلى الرايخ، مثل التشيك وجزر سلوفين والنمسا وبولندا. في المناطق البولندية التي ضُمّت إلى ألمانيا الكبرى، بدأ النازيون تقويض الكنيسة تقويضًا ممنهجًا، باعتقال قادتها ونفي رهبانها وإغلاق كنائسها وأديارها. قُتل رجال دين كثيرون. قُتل أكثر من 1800 رجل دين كاثوليكي بولندي في معسكرات الاعتقال، من أبرزعم القديس ماكسيميليان كولب. ثم دبر رئيس الأمن النازي رينهارد هيدريخ تصعيدًا للتقييدات على نشاط الكنيسة في ألمانيا. أراد هتلر وأصحابه غوبلز وهملر وروزنبرغ وبورمان نزع الصبغة المسيحية عن ألمانيا على المدى الطويل. مع توسع الحرب إلى الشرق، اشتدّ سلب الأديرة والكنائس وأملاك الكنيسة منذ 1941. اضطُهد رجال الدين وأُرسلوا إلى معسكرات الاعتقال، سُلبت أملاك التنظيمات الدينية، وعُقّم بعض الشباب. كان ألويسيوس زوزك أول راهب يُقتَل. أيقظ استنكار الأسقف أوغست فون غالن في عام 1941 للقتل الرحيم النازي ودفاعه عن حقوق الإنسان معارضة شعبية ضئيلة. استنكر الأساقفة الألمان السياسة النازية تجاه الكنيسة في رسائلهم الرعوية، وسموها «اضظهادًا ظالمًا».
بدءًا من عام 1940، جمع النازيون الرهبان المعارضين في ثكنات خاصة بهم في داخاو، إذ كان 95% من المساجين الذين فيها (وهم 2,720) كاثوليكيين (معظمهم بولنديون و411 ألمان)، وقُتل في هذه الثكنات 1,034. كتبت ماري فولبروك أن السياسة عندما تعدّت على الكنيسة، كان الكاثوليكيون الألمان جاهزين للمقاومة، لكن الوضع كان متفاوتًا وغير متّسق، إلا استثناءات بارزة، «يبدو أن كثيرًا من الألمان لم يروا تعارضًا بين دينهم المسيحي والإذعان السلبي على الأقل للنازيين، إن لم يكن الدعم الفعلي لهم». من الأعضاء البارزين في المقاومة الألمانية يسوعيون من دائرة كريساو وعلمانيون مثل جولي بلوترز كلاوس فون ستوفنبرغ، وجاكوب كيسر وبرنهارد لترهاوس، وهؤلاء ألهمهم دينهم المقاومة. في مناطق أخرى، ظهر الفرق بين الأساقفة الذين أظهروا مقاومة شديدة مثل يوهانز دو يونغ ويولس غيروب سالييج، ومبعوثي البابا مثل أنجلو روتا، والرهابات مثل مارغيت سلاختا، وبين الأساقفة الذين ظهر منهم خمول أو السياسيين الكاثوليك الذين تعاونوا تعاونًا صريحًا مع النازيين مثل الراعي يوزف في سلوفاكيا، والوطنيون المتحمسون الكروات. من داخل الفاتيكان، نسّق الراعي هيو أوفلاهرتي إنقاذ آلاف أسرى الحرب التابعين للحلفاء، والمدنيين، ومنهم يهود. اعتنقت النازية في مذهبها لكره اليهود مبادئ عرقية علمية زائفة، رفضتها الكنيسة الكاثوليكية، ولكن العداءات القديمة بين المسيحية واليهودية كانت مما ساهم في كراهية اليهود عن الأوروبيين، في الحرب العالمية الثانية، أنقذت الكنيسة الكاثوليكية آلافًا من اليهود بإصدار وثائق كاذبة، والضغط على المسؤولين، وإخفاء الأسرى في الأديرة والمدارس وغيرها، وفي الفاتيكان نفسه وقلعة غاندولفو.

## الهولوكوست
مع حلول عام 1941، كان معظم مسيحيي أوروبا تحت الحكم النازي. بالعموم، استمرّت أنشطة الكنائس، ما دامت لم تحاول المشاركة في السياسة. عندما بدأ النظام النازي التصفية العامّة الممنهجة لليهود، وجد النازيون ناسًا كثيرين يريدون المشاركة. اختبر الباحثون نقديًّا أصول كراهية النازية لليهود، ومع أن مشاعر الأوروبيين الكاثوليك تجاه اليهود تنوّعت تنوّعًا كبيرًا، فإن كراهيتهم كانت «شائعة في أرجاء أوروبا». كما قال جفري بلينلي «لن تستطيع المسيحية التهرب من الذنب غير المباشر في الهولوكوست. لم يزل اليهود والمسيحيون أندادًا، بل أعداءً، على مرّ فترة طويلة من التاريخ. بل لقد كان من تقاليد المسيحيين لوم القادة اليهوديين على صلب المسيح... في الوقت نفسه، أظهر المسيحيون صدقًا واحترامًا. وكانوا واعين بدينهم لليهود. كان يسوع وكل تلاميذه وكتبة الأناجيل من عرق يهودي. رأى المسيحيون أن العهد القديم، وهو كتاب اليهود المقدس، كتاب مقدس لهم أيضًا.» ووجد آخرون بعد البحث الدقيق، كما كتب بلينلي: «حتى اليهود الذين في الولايات المتحدة ساعدوا مباشرة وغير مباشرة اليهود المضطهدين تحت حكم هتلر أكثر من المسيحيين في أوروبا».
كتب هامرو أن التعاطف مع اليهود كان شائعًا بين رجال الكنيسة في المقاومة، الذين رأوا أن الكاثوليك واليهود كلهم أقليات دينية تتعرض للعنصرية من جهة الأغلبية. قاد التعاطف بعض المقاومين من رجال الدين والعلمانيين إلى الكلام علنًا ضد اضطهاد اليهود، كما فعل الراهب الذي كتب في عام 1934 أن من مهام الكنيسة المقدسة معارضة «الفخر العرقي والكراهية العمياء لليهود». أما قادة الكنيسة الكاثوليكية في ألمانيا، فكانوا عمومًا مترددين في التحدث دفاعًا عن اليهود. كان العنصريون قلة في النظام الكاثوليكي في ألمانيا، ولكن الأساقفة خافوا الاحتجاج على السياسات المعادية لليهود لأنه قد يجرّ انتقامًا من الكاثوليك. لم تظهر احتجاجات في الشارع على سياسات النظام المعادية لليهود تكافئ الطاقات الكبيرة التي استهلكتها الكنيسة الألمانية في معارضة تدخل الحكومة في الكنائس. وإذا حصل احتجاج أصلًا، يكون غالبًا رسائل خاصة إلى وزراء الحكومة.

### الكاثوليك الألمان والهولوكوست
نما الاضطهاد النازي لليهود بثبات في فترة الرايخ الثالث. كتب هامرو أن الفترة السابقة للهولوكوست بين ليلة البلور في نوفمبر 1938 وغزو الاتحاد السوفييتي عام 1941، كان وضع اليهود «يتدهور باستمرار من الحرمان إلى العزل إلى القوقعة ثم إلى القتل الجماعي المتفرق». ردّ الفاتيكان على ليلة البلور بالسعي إلى إيجاد ملاجئ لليهود. أمر بيوس الثاني عشر الأساقفة المحليين بمساعدة كل المحتاجين مع اندلاع الحرب. وقال كرشو، إن «كره النازية كان عامًّا في الكنيسة الكاثوليكية»، ولكن العداء المسيحي التقليدي لليهود لم يستطع تحصينهم من عداء اليهود البيولوجي النازي، ولم تخل الكنيسة من كلام ضد اليهود بين رجالها: وصف الأسقف بتشبرغر الرغنسبرغي عنصرية النازيين ضد اليهود بأنها «دفاع عن النفس»، ضد «قوة اليهود الطاغية»، وقال الأسقف هلفرش اللمبرغي أن الدين المسيحي الحق «صنع مجده لا بمساعدة اليهود بل على رغمهم». ولئن كان بعض رجال الدين كالكاردينال أدولف برترام يفضّل سياسة فيها بعض التنازل على النظام النازي، فإن آخرين مثل الأسقف بريسنغ البرليني، دعوا إلى معارضة منسقة أكثر.